# Europa Universalis 5
Europa Universalis 5 est un jeu de grande stratégie développé par la société suédoise Paradox Tinto et publié par Paradox Interactive. Il s'agit de la suite du jeu Europa Universalis 4 publié en 2013.
Il a été annoncé le 8 mai 2025 et sa sortie est prévue le 4 novembre 2025.

## Système de jeu
Europa Universalis 5 sera un jeu de grande stratégie qui permettra aux joueurs de prendre le contrôle d'un pays et de le guider à travers l'histoire du monde à partir de 1337,.

## Développement
Europa Universalis V est développé par Paradox Tinto. Pendant le développement, le projet était connu sous le nom de « Project Caesar ». Son développement a commencé en 2020,. À partir du début de 2024, Paradox Tinto a commencé à publier discrètement des messages sur le forum appelés « Tinto Talks », qui présenteraient plusieurs aspects du Project Caesar. Il s'agissait notamment de mécanismes centrés sur la gestion de l'économie du jeu, sa carte et sa représentation du Saint-Empire romain germanique, ainsi que des fonctionnalités diplomatiques,. Le jeu a été officiellement annoncé le 8 mai 2025.